# Аббасов, Вахид Вагиф оглы
Вахид Вагиф оглы Аббасов (азерб. Vahid Vaqif oğlu Abbasov; род. 6 июня 1997, с. Александровка, Ставропольский район, Самарская область, Россия) — российский и сербский боксёр-любитель и профессионал, выступающий в полусредней, и в первой средней весовых категориях. Мастер спорта России международного класса, член сборной Сербии по боксу в 2020-х годах, бывший член сборной России в 2010-х годах; участник Олимпийских игр 2024 года; серебряный призер Европейских игр (2023), чемпион Европы (2022), серебряный призер чемпионата России (2019), чемпион Европы среди молодёжи U-22 (2019), четвертьфиналист чемпионата мира 2021 года, многократный победитель и призёр международных и национальных турниров в любителях.

## Биография
Вахид Аббасов родился 6 июня в 1997 года в селе Александровка, в Ставропольском районе, в Самарской области, в России. По национальности — азербайджанец.
С 2021 года стал натурализованным гражданином Сербии и на соревнованиях представляет сборную Сербии по боксу.

## Любительская карьера
В марте 2019 года во Владикавказе стал чемпионом Европы среди молодёжи (19—22 лет) в категории до 69 кг, в финале по очкам победив опытного англичанина Мохаммеда Харрисса Акбара.
В ноябре 2019 года завоевал серебряную медаль чемпионата России проходившего в Самаре. Где он в полуфинале единогласным решением судей победил Вадима Мусаева, но в финале проиграл Шахабасу Махмудову.

### Выступления за сборную Сербии
В начале ноября 2021 года в Белграде (Сербия), в составе сербской сборной стал четвертьфиналистом на чемпионате мира в категории до 67 кг. Где он в 1/16 финала по очкам победил боксёра из Непала Санила Шахи, затем в 1/8 финала по очкам победил киргизского боксёра Жакшылыка Талайбекова, но в четвертьфинале по очкам проиграл японцу Севонретсу Окадзаве, — который в итоге стал чемпионом мира 2021 года.
В мае 2022 года, в составе сербской сборной стал чемпионом Европы в Ереване, в весе до 67 кг, где в четвертьфинале по очкам решением большинства судей победил шотландца Тайлера Джолли, в полуфинале по очкам единогласным решением судей победил молдаванина Александру Параскива, и в финале также по очкам единогласным решением судей победил опытного грузина Лашу Гурули.
В начале июля 2023 года стал серебряным призёром на III-х Европейских играх в Кракове (Польша), в весе до 71 кг, и завоевал лицензию на Олимпийские игры 2024 года. Где он в 1/16 финала соревнований по очкам единогласным решением судей (5:0) победил израильского боксёра Мирослав Капулер-Ищенко, затем в 1/8 финала по очкам раздельным решением судей (3:2) победил болгарского боксёра Рами Мофида Кивана, в четвертьфинале по очкам решением большинства судей (4:1) победил армянина Гургена Мадояна, в полуфинале по очкам единогласным решением судей (5:0) победил француза Макана-Вье Траоре, но в финале по очкам раздельным решением судей (1:4) проиграл датскому боксёру Николаю Тертеряну.

## Профессиональная карьера
4 мая 2018 года в Баку (Азербайджан) дебютировал на профессиональном ринге в полусреднем весе (до 67 кг), единогласным решением судей (счёт: 40-35 — трижды) победив украинца Романа Зинченко (3-4).
6 сентября 2023 года в Орле (Россия) единогласным решением судей (счёт: 60-54 — трижды) победил экс-чемпиона мира намибийца Джулиуса Индонго (24-8).

## Статистика профессиональных боёв
В таблице перечислены результаты всех поединков боксёров.
В каждой строке указан результат поединка. Дополнительно номер поединка обозначен цветом, который обозначает итог поединка. Расшифровка обозначений и цветов представлена в нижеследующей таблице.
| Пример | Расшифровка                     |
| ------ | ------------------------------- |
|        | Победа                          |
|        | Ничья                           |
|        | Поражение                       |
|        | Планируемый поединок            |
|        | Поединок признан несостоявшимся |
| КО     | Нокаут                          |
| ТКО    | Технический нокаут              |
| PTS    | Решение судей (по очкам)        |
| UD     | Единогласное решение судей      |
| MD     | Решение большинства судей       |
| SD     | Раздельное решение судей        |
| RTD    | Отказ от продолжения боя        |
| DQ     | Дисквалификация                 |
| NC     | Поединок признан несостоявшимся |

| 7 поединков, 7 побед (3 нокаутом). | 7 поединков, 7 побед (3 нокаутом). | 7 поединков, 7 побед (3 нокаутом). | 7 поединков, 7 побед (3 нокаутом). | 7 поединков, 7 побед (3 нокаутом).                       | 7 поединков, 7 побед (3 нокаутом). | 7 поединков, 7 побед (3 нокаутом).          |
| Бой                                | Рекорд                             | Дата боя                           | Соперник                           | Место проведения боя                                     | Раундов, время                     | Дополнительно                               |
| ---------------------------------- | ---------------------------------- | ---------------------------------- | ---------------------------------- | -------------------------------------------------------- | ---------------------------------- | ------------------------------------------- |
| 7                                  | 7-0                                | 6 сентября 2023                    | Джулиус Индонго (24-8)             | Орёл, Орловская область, Россия                          | UD 6 (6)                           | Счёт судей: 60-54 (трижды).                 |
| 6                                  | 6-0                                | 27 марта 2022                      | Аркадий Арутюнян (4-20)            | КЗ «Мир», Москва, Россия                                 | TKO 5 (6), 1:38                    |                                             |
| 5                                  | 5-0                                | 17 декабря 2021                    | Виктор Плотников (33-14)           | ДС им. В.С. Высоцкого, Самара, Самарская область, Россия | UD 6 (6)                           | Счёт судей: 60-54 (трижды).                 |
| 4                                  | 4-0                                | 18 сентября 2021                   | Виталий Деревягин (1-0)            | Лада-Арена, Тольятти, Самарская область, Россия          | TKO 5 (8), 2:28                    |                                             |
| 3                                  | 3-0                                | 22 июля 2021                       | Анатолий Богомолов (0-0-1)         | Волейбольный центр «Динамо», Москва, Россия              | UD 6 (6)                           | Счёт судей: 60-54 (трижды).                 |
| 2                                  | 2-0                                | 8 сентября 2018                    | Алишер Ашуров (3-21)               | Клуб А2, Санкт-Петербург, Россия                         | RTD 1 (4), 3:00                    | Счёт судей до остановки боя: 10-8 (трижды). |
| 1                                  | 1-0                                | 4 мая 2018                         | Роман Зинченко (3-4)               | Дворец ручных игр, Баку, Азербайджан                     | UD 4 (4)                           | Счёт судей: 40-35 (трижды).                 |
| Бой                                | Рекорд                             | Дата боя                           | Соперник                           | Место проведения боя                                     | Раундов, время                     | Дополнительно                               |